# Голіцин Михайло Павлович
Князь Михайло Павлович Голіцин (30 березня 1822 — 5 березня 1868, Санкт-Петербург) — російський віце-адмірал, генерал-ад'ютант з роду Голіциних. Член головного військово-морського суду, директор Інспекторського департаменту морського міністерства.

### Життєпис
Народився в сім'ї камергера князя Павла Олексійовича Голіцина (1782—1849) та Варвари Сергіївни Кагульської (1791/4-1875), незаконної дочки графа С. П. Румянцева.
8 квітня 1832 року зарахований до Морського кадетського корпусу. 7 січня 1837 року підвищений в гардемарини. У 1837—1840 роках на 74-гарматному кораблі «Олександр Невський», фрегаті «Прозерпіна» та кораблі «Березіна» крейсував у Балтійському морі.
Закінчив Морський корпус із підвищенням 21 грудня 1838 року в чин мічмана. У 1841—1846 роках на пароплавах " Богатир " і «Сміливий» ходив з царем і його родичами з Кронштадта в Свинемюнде і Каттегат, а також портами Фінської затоки.
Закінчив Офіцерський клас при Морському корпусі з підвищенням 19 квітня 1842 року в лейтенанти. У 1844 році призначений ад'ютантом начальника Головного морського штабу. У кампанію 1847 року на посаді прапор-офіцера на кораблі «Інгерманланд» крейсував у Німецькому морі. Того ж року нагороджений орденом св. Анни ІІІ ступеня. 30 серпня 1848 року підвищений у званні до капітан-лейтенанта. У 1849—1850 роках на пароплаві " Камчатка " перебував при герцозі Лейхтенберзькому і перейшов з Кронштадта на острів Мадейра і в Лісабон. У 1850 році нагороджений орденом св. Анни ІІ ступеня.
8 квітня 1851 року призначений флігель-ад'ютантом. У 1851 році на пароходофрегаті «Грозящий» перейшов із Кронштадта в Свінамюнді і потім був відряджений до зразкового піхотного полку для вивчення фронтової служби. У 1852—1853 роках направлявся за службовими дорученнями в Миколаїв, Севастополь, Ізмаїл та Галац.
Під час Кримської війни брав участь у військових діях на Дунаї та при облозі Силистрії і за відзнаку нагороджений орденом св. Володимира IV ступеня з мечами та бантом. 11 березня 1854 року «за відзнаку» підвищений в капітани 2-го рангу. 30 серпня 1856 року підвищений в капітани 1-го рангу.
У 1856—1859 роках виконував службові та дипломатичні доручення у Севастополі, Астрахані та за кордоном.
19 вересня 1860 призначений директором Інспекторського департаменту морського міністерства. 17 жовтня 1860 року підвищений в контр-адмірали з залишенням у Свиті Його Імператорської Величності. 30 серпня 1862 року нагороджений орденом св. Володимира ІІІ ступеня з мечами над орденом. 19 квітня 1864 року нагороджений орденом св. Станіслава І ступеня. 27 березня 1866 року нагороджений орденом св. Анни І ступеня. 10 жовтня 1866 року оголошено Монарше благовоління «за понесені праці у званні члена в колишньому комітеті з припинення холери у С.-Петербурзі». 28 жовтня 1866 призначений генерал-ад'ютантом. 27 листопада 1867 року призначений членом головного військово-тюремного комітету. 1 січня 1868 року підвищений у віце-адмірали.
За словами графа С. Д. Шереметєва, князь Михайло Павлович був людиною дуже привабливою, багатообіцяючою, користувався особливою прихильністю Олександра II. У молодості він був гулякою і людиною, що захоплюється, довгий час жив з німецькою актрисою красунею Bernsdorff, але потім припинив стосунки і одружився, також з любові, і прожив дуже щасливо, хоч і недовго. Помер у Петербурзі від затвердіння в лівому паху, похований у Сергієвій пустині.

## Сім'я

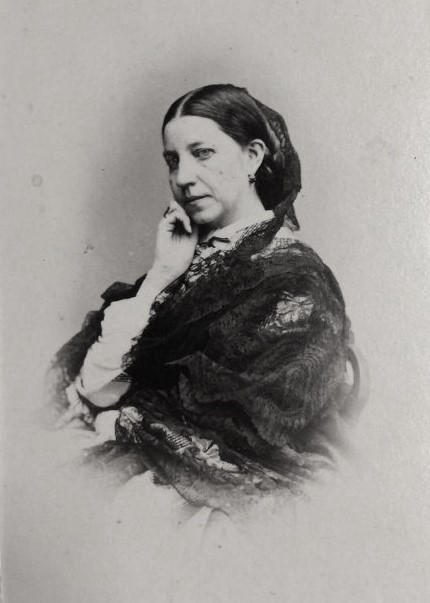
Олександра Василівна

Дружина (з 13 листопада 1857 року) — графиня Олександра Василівна Гудович (29.10.1824-17.11.1901), дочка генерал-майора графа Василя Васильовича Гудовича від його шлюбу з Олександрою Григорівною Енгельгардт. Разом із сестрою Євдокією (другою дружиною графа А. І. Гендрикова) була фрейліною двору імператриці Олександри Федорівни. За словами А. Ф. Тютчевої, становище при дворі двох сестер Гудович було фальшивим. Вони були протеже церемоніймейстера І. О. Рібоп'єра, і завдяки його протекції та цілій низці інтриг їм вдалося утвердитися при дворі майже проти бажання імператриці. Їх тримали на відстані, і попри їхню миловидність, кокетливість і вкрадливість, їм не вдалося увійти в коло близьких до імператриці осіб. Обидві користувалися поганою репутацією при дворі, про них багато пліткували й обмовляли, так розповідали, що одна з них відкрито афішувала божевільну пристрасть до царя і непритомніла при його появі. Іншої думки про сестер Гудович дотримувалася фрейліна М. П. Фредерікс. За її словами, обидві сестри були красуні. «Аліна Гудович перенесли багато горя при дворі, через заздрість до її становища і близькості до імператриці, а також за її незвичайну красу, але вона всі наклепи, які зводились на неї, переносила терпляче, прощаючи своїх ворогів, тому що була релігійною і цілком шляхетною». «Жвава, струнка, приваблива і весела пані, що привертає до себе увагу», графиня Гудович у доволі зрілому віці вийшла заміж за коханням за моряка князя Голіцина, людину, близьку до Мармурового палацу, і стала прекрасною дружиною. Овдовівши, вона була невтішна і відразу змінила своє життя. Вона ділила час між Сергієвою пустинню, де похований чоловік, і Ніжинським маєтком села Володькова Дівиця в Чернігівській губернії. У Петербурзі її гурток становили Г. П. Галаган, його сестра Марія з чоловіком графом П. Є. Комаровським, Кочубеї різних ліній, Ребіндери і сенатор Маркович. Панівний малоросійський відтінок у салоні княгині Голіциної різко відрізнявся від загального петербурзького світського типу. Померла без нащадків і похована поруч із чоловіком у Сергієвій пустині.